# Luis Royo

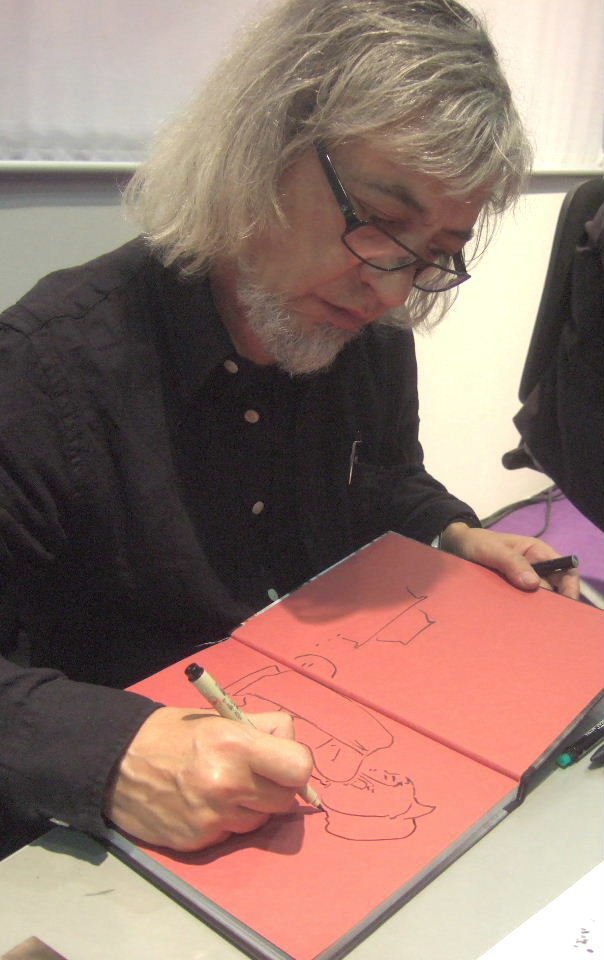
Luis Royo (2009)

Luis Royo (* 20. Mai 1954 in Olalla, Provinz Teruel) ist ein spanischer Maler, der seine Werke dem Thema Fantasy widmet. Er ist der wohl bekannteste Vertreter der Heroic Fantasy art. Seine Hauptthemen sind Frauen und eine düstere Endzeit.

## Biografie
Von 1971 an studierte Royo Technisches Zeichnen, Malerei, Dekoration (ein Unterfach) und Innenarchitektur in der Industrial Mastery School und der Applied Arts School in Saragossa. Er nahm in den darauffolgenden Jahren an einer Serie von nationalen Malwettbewerben teil. 1977 begann er, großformatige Bilder mit verschiedenen Techniken zu malen, welche alle auch ausgestellt wurden, etwa in Zaragoza.
Bereits seit 1978 zeichnete Royo Comics für verschiedene Fanzines. 1980 wurden einige seiner Werke auf einer Ausstellung in Angoulême in Frankreich gezeigt.
1983 markiert den eigentlichen Beginn seiner Karriere als Illustrator, zusammen mit „NORMA Editorial“. Seine Werke erschienen weltweit in Galerien und Fanzines. Er arbeitete zu dieser Zeit in den USA, in England, Schweden und in seinem Heimatland, malte Cover für Bücher von „Tor Books“, „Berkeley Books“, „Avon“ und Warner Books und arbeitete als Designer spanischer Heavy-Metal-Magazine.
Seit 1990 stieg die Zahl seiner eigenen freien Werke, als er anfing, diese in Bildbänden (Artbooks) zu veröffentlichen. Er arbeitete auch weiterhin als Zeichner für Cover (z. B. für die italienische Band Skylark), Bücher und Comics, ist aber gegenwärtig als freischaffender Künstler anzusehen. Seine Werke werden hauptsächlich in Artbooks veröffentlicht, sind jedoch auch als Poster erhältlich.

## Bildbände
- 1985 - Circulus-Sataka
- 1986 - Desfase
- 1992 - Women
- 1994 - Malefic
- 1996 - Secrets
- 1998 - III Millennium
- 1999 - Dreams
- 1999 - Prohibited Book
- 2000 - Evolution
- 2001 - Art Fantastix: The Art of Luis Royo
- 2001 - Prohibited Book II
- 2002 - Conceptions I
- 2003 - Conceptions II
- 2003 - Prohibited Book III
- 2003 - Visions
- 2004 - Antología I - 1979-1982
- 2004 - Fantastic Art
- 2004 - The Labyrinth: Tarot
- 2004 - Prohibited Sketchbook
- 2005 - Conceptions III
- 2005 - Subversive Beauty
- 2006 - Antología II - 1981-1983
- 2006 - Dark Labyrinth
- 2006 - Wild Sketches I
- 2006 - Wild Sketches II
- 2007 - Dome
- 2008 - Wild Sketches III
- 2009 - Dead Moon
- 2009 - Malefic: [Remastered]
- 2010 - Dead Moon: Epilogue
- 2010 - Prohibited Book
- 2011 - Malefic Time: Apocalypse
- 2012 - Malefic Time: Apocalypse: Codex
- 2012 - Malefic Time: Soum